# スーパーメディア変換
スーパーメディア変換（英語super media converter/video converter ultimate）は、最新の「APEXTRANS™ TECHNOLOGY」技術をベースに開発され、Windows NT 4/2000/2003/XP/Vista/7及びWindows 8/8.1 (32 bit及び64 bit)、Mac OS X 10.7, 10.8, 10.9, 10.10のOS環境で動作する動画変換ソフトである。主に動画・音声データの変換に用いられている。動画の読み込みは、動画ファイルを指定する方法からWEBのアドレスを指定する方法、そしてDVDなどのメディアから読み込む方法の3種類があり、ほとんどの動画をカバーできるが、音質面では改善の余地がある。Wondershareは2012年5月9日～5月11日、東京ビッグサイトにて開催される「第2回スマートフォン＆モバイルEXPO【春】」に出展した。

## 評価
「MP4変換ツールとして優秀なだけでなく、...様々な機能を持っています。なかなか面白いです。」と ぼくちのTV別館 より評価された。
Mac Fanマガジンは2015年1月号のプレゼント-『あなたのアップルライフを快適にする旬なハード＆ソフトを集めました』にてこのソフトウェアを紹介した。
CNET Downloads 4 star awardを受賞している
PCWorldにてRobust, fast, and feature-richといった評価を受けている

## 機能
音楽抽出、動画から動画へのフォーマット変換、DVDから動画や音声の抽出に対応している。
インターネット上で配信されている動画を自動的に検出し、URLをコピーすることで動画をコンピュータに別フォーマットでダウンロードすることができる。
YouTube及びYouTube 4K・HD、VEVO、Facebook、Dailymotion、AOL、Metacafe、MegaVideo、Vimeo、Break. BlipTV、Veoh、VideoBash、LiveLeak、MyVideo、FunnyOrDie、BBC iPlayer、NBC、Lyndaなどの動画サイトをサポートしている。動画・音声変換を携帯電話向けに変換するフロントエンドパッケージ。ユニバーサルバイナリであるため、PowerPC及びIntelのCPUを搭載したMacで利用できる。携帯動画変換君のMac版と位置づけられている。名前、目的こそ似ているものの、開発者が違うことに注意が必要。 Micono Utilitiesで配布されている。
対応形式が多いがよりよく利用するためにはK-liteとコーデックパックをダウンロードする必要がある。
試用版の制限
動画の変換には長さの制限がある
直接音楽をダウンロードできない
YouTubeのチャンネルとプレイリストをダウンロードできない
ダウンロード速度が購入版より遅い

## 動作環境
対応 OS: Windows NT 4/2000/2003/XP/Vista/7及びWindows 8/8.1 (32 bit & 64 bit)

CPU: 750MHz以上のIntelまたはAMD CPU

HDD 空き容量: 100 MB及びそれ以上

RAM: 256 MB及びそれ以上

### 対応フォーマット
DVD

DVD, DVDフォルダ,ISOファイル

オーディオ

FLAC, AIFF, AU, MKA,[APE, OGG, WAV, WMA, AAC, AC3, M4A, MP3, M4B, M4R

ビデオ

3D 動画形式: 3D MP4, 3D WMV, 3D AVI, 3D MKV, 3D

YouTube動画

HD 動画形式

HD MKV, HD TS, HD TRP, HD AVI, HD MP4, HD MPG, HD WMV, HD MOV

汎用動画形式

ASF, MOV, M4V, MP4-AVC, MP4-XviD, MP4-MC, WMV, MKV, AVI, XviD, DV, MPEG-1 NTSC, MPEG-1 PAL, MPEG-1 SECAM, MPEG-2 NTSC, MPEG-2 PAL, MPEG-2 SECAM, DVD-Video NTSC, DVD-Video PAL, DVD-Video SECAM, FLV, F4V, SWF, 3GP, 3G2, OGV, H.264

画像（スナップショット）
	 
BMP, JPEG

### 対応端末
Apple

iPhone 6,iPhone 6 Plus,iPhone 5S,iPhone 5C,iPad Air,iPad mini 2,iPod touch 1-3, iPod nano, iPod classic, iPod Touch 5, iPhone 1-3GS, iPhone 4, iPhone 5, iPhone 4S, iPad, iPad 2, 新しいiPad, Apple TV, Apple TV 2, The New Apple TV, Apple TV 5.1, iPod Touch 4

Samsung

Galaxy S5, Galaxy S, Captivate, i7500, Moment, Galaxy Spica, Fascinate, Epic 4G, Mesmerize, Intercept, Mythic, Galaxy Tab, Galaxy S II, Galaxy S III, Galaxy Note, Galaxy Nexus,Focus i917

HTC

Droid Incredible, Desire, Wildfire, Diamond, HTC HD2, EVO 4G, HTC Aria, HTC Surround, HTC HD7, Flyer, Sensation, Vivid, HTC ONE

BlackBerry

Tour series, Storm series, Bold series, Curve 8900, Curve 8500, Curve 8300, Curve 8310, Torch 9800, PlayBook

Motorola

Droid, Droid 2, Droid X, XOOM, RAZR

Nokia

N900, X6, X3, 5800 XpressMusic, E63, 5230, E72, N97, N95, N73, N8, N70, 6300, C6, 5530, Lumia 900

LG

Prime, KP500, Bliss UX700, Dare VX9700, Vu CU920, Incite CT810, Optimus

Archos

101 internet tablet, 5 internet tablet, 43 internet tablet, 70 internet tablet

Sony

XPERIA x10, Xperia X8, Vivaz, SONY Walkman

ゲーム機

GmaeHard,PlayStation Portable, PlayStation 3, PlayStation Vita, Xbox, Wii

その他

ZEN X-Fi2, Zune, ANDROID OS, Smart phone, Feature phone, Tablets, Kindle Fire, Windows Movie Maker, NOOK Tablet, NOOK Color

### 開発チーム
ワンダーシェア（Wondershare）
ビデオコンバーター（video converter）により協力

### バージョン情報
購入版最新バージョン8.0.1

試用版最新バージョン8.0.1

試用版の制限　　

・無料体験版では、変換後にロゴマークが表示される。

・オーディオの再生時間は、3分までと制限される。

・DVDコピー機能は、10回まで利用できる。

・ダウンロード機能は、YouTubeのみに制限される。

### 価格情報
7280～8500円

### 言語
日本語、英語、中国語、ドイツ語、スペイン語、イタリア語、フランス語、ポルトガル語